# Liste der deutschen Botschafter in Afghanistan
Die Liste der deutschen Botschafter in Afghanistan enthält die Botschafter des Deutschen Reichs und der Bundesrepublik Deutschland in Afghanistan. Der Sitz der Deutschen Botschaft befindet sich im Diplomatenviertel von Kabul an der Adresse Wazir Akbar Khan, Mena 6. Seit 15. August 2021 ist die Botschaft bis auf Weiteres geschlossen. Die Amtsgeschäfte werden von Berlin aus wahrgenommen.
Die internationalen Beziehungen zu Afghanistan wurden 1919 aufgenommen. Während der kritischen Sicherheitslage von Mitte der 1980er-Jahre bis 2001 wurde kein Botschafter nach Afghanistan entsandt. Nach der Afghanistan-Konferenz 2001 wurde ein deutsches Verbindungsbüro in Kabul eingerichtet, das im Folgejahr wieder zur Botschaft aufgewertet wurde. Die deutsche Botschaft war die erste diplomatische Vertretung eines Staates in Afghanistan seit Ende des Taliban-Regimes.

## Deutsches Reich

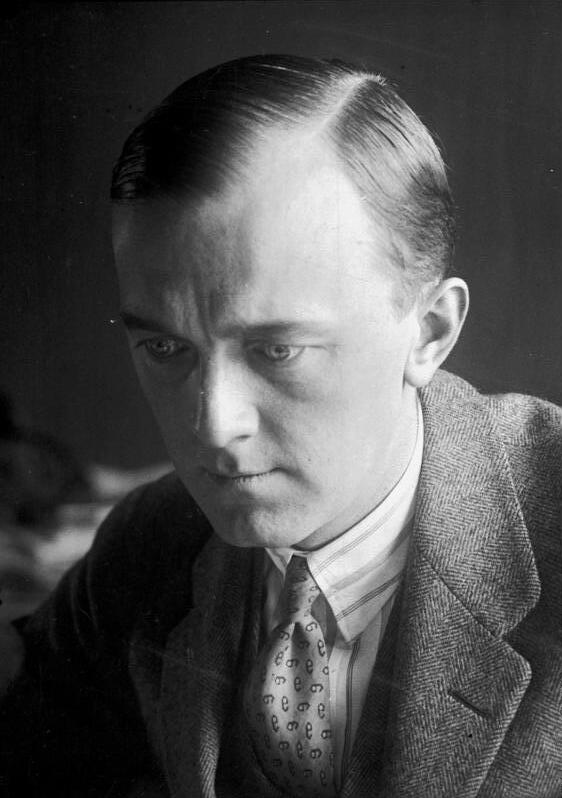
Leopold Baron v. Plessen

| Name                      | Amtszeit  | Anmerkungen |
| ------------------------- | --------- | ----------- |
| Werner Otto von Hentig    | 1915–1916 |             |
| Fritz Grobba              | 1923–1926 |             |
| August Friedrich Feigel   | 1926–1929 |             |
| Leopold Baron von Plessen | 1929      |             |
| Heribert Schwörbel        | 1931–1933 |             |
| Kurt Ziemke               | 1933–1936 |             |
| Hans Pilger               | 1937–1945 |             |

## Bundesrepublik Deutschland

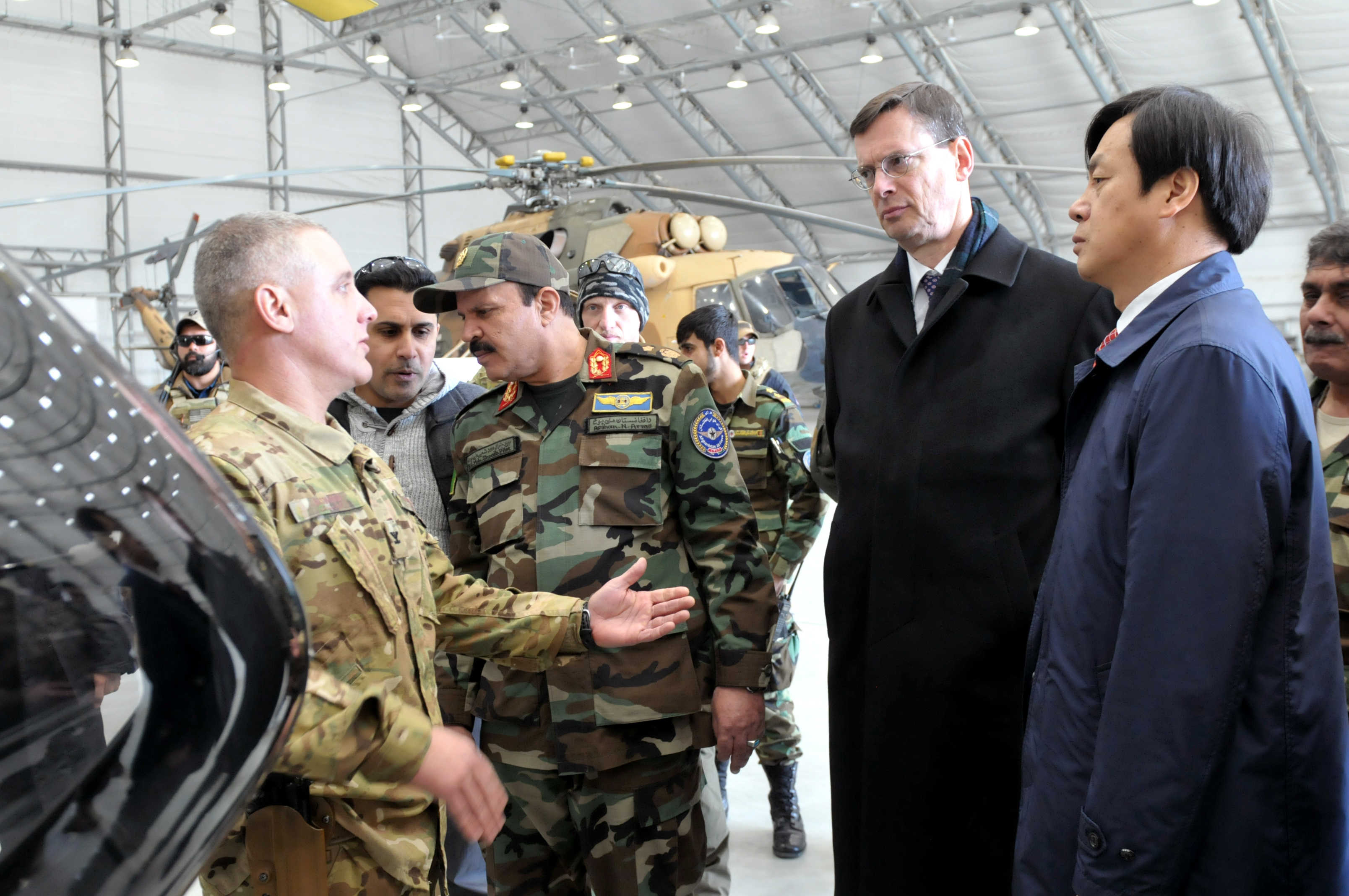
Walter Haßmann (2 v. r.)

| Name                                                               | Amtszeit  | Anmerkungen                                                                                                 |
| ------------------------------------------------------------------ | --------- | --- |
| Franz Quiring                                                      | 1954–1956 | Gesandter                                                                                                   |
| Erich Eiswaldt                                                     | 1957–1959 | ab Ende 1958 Botschafter                                                                                    |
| Hans Schmidt-Horix                                                 | 1959–1963 | |
| Gerhard Moltmann                                                   | 1963–1969 | |
| Richard Breuer                                                     | 1969–1973 | |
| Franz Josef Hoffmann                                               | 1973–1979 | |
| Hannspeter Disdorn                                                 | 1979      | Chargé d’Affaires, bereits seit 1997 und noch bis 1980 Stellvertreter des Botschafters und Geschäftsträger. |
| Karl-Heinrich Berninger                                            | 1979–1982 | |
| Unterbrechung der diplomatischen Beziehungen von 1982(?) bis 2001  |           | |
| Rainer Eberle                                                      | 2001–2004 | ab 2002 als Botschafter                                                                                     |
| Rainald Steck                                                      | 2004–2006 | |
| Hans-Ulrich Seidt                                                  | 2006–2008 | |
| Werner Hans Lauk                                                   | 2008–2010 | |
| Rüdiger König                                                      | 2010–2013 | |
| Martin Jäger                                                       | 2013–2014 | |
| Markus Potzel                                                      | 2014–2016 | |
| Walter Haßmann                                                     | 2016–2018 | |
| Peter Prügel                                                       | 2018–2020 | |
| Axel Zeidler                                                       | 2020–2021 | |
| Unterbrechung der diplomatischen Beziehungen von August 2021 bis ? |           | |
| Markus Potzel                                                      | 2021–2022 | nicht akkreditiert; führte im Auftrag der Bundesregierung die Verhandlungen mit den Taliban                 |
| Stefan Stähle                                                      | 2023–2024 | Geschäftsträger a. i.                                                                                       |
| Rolf Dieter Reinhard                                               | ab 2024   | Geschäftsträger a. i.                                                                                       |